# 脊髄神経硬膜枝
脊髄神経硬膜枝（せきずいしんけいこうまくし、英語: meningeal branches of the spinal nerves。recurrent meningeal nervesや、sinuvertebral nerves、recurrent nerves of Luschkaという呼び名もある）は、脊髄神経の分節から分枝する多数の小神経。
前枝と後枝の起始部付近にあり、交通枝（rami communicantesは、脊髄神経と交感神経幹の間を連絡する枝である）の前から分岐する。
その後、再び椎間孔に入り、椎間関節や、椎間板の線維輪、脊柱管の靭帯や骨膜を神経支配し、痛みの刺激を伝える。
ただし、椎間板の髄核には痛覚を伝える感覚神経はない。

## 参照
- Drake RL, Vogl W, Mitchell AWM. Gray's Anatomy for Students. New York: Elsevier; 2005:69-70.
- Ropper AH, Samuels MA. Adams and Victor's Principles of Neurology. Ninth Edition. New York: McGraw Hill; 2009.